# Carlos Rendón Zipagauta
Carlos Rendón Zipagauta (Cali, 29 de setembro de 1955) é um realizador de documentários colombiano e belga. Rendón Zipagauta estudou cinema e escrita de guiões na Bélgica, onde viveu durante 16 anos. Começou como assistente, em seguida, co-diretor de Jean Christophe Lamy. Voltou à Colômbia para filmar documentários. O seu filme de 1993 Nukak Maku, sobre os povos indígenas Nukak, ganhou prémios de festivais em França e na Bélgica permitindo também receber bolsas dos EU para fazer mais documentários.
Retornando à Colômbia Rendón Zipagauta ensinou cinema na Universidade de Santa Magdalena desde 2004, e ensina Francês na Alliance Française de Santa Marta.

## Filmografia

### Realizador
Cinéma
- 2012 : Biblioburro

Documentários
- 2007 : Biblioburro
- 2004 : Porteur d'eau produit par Scarfilm
- 1998 : Charanguita
- 1997 : Ciénaga Grande
- 1993 : Nukak Maku
- 1992 : Tamalameque
- 1991 : Salseros

### Argumentista
- 1988- : P.O.V., série TV